# Hartlaubella gelatinosa
Hartlaubella gelatinosa är en nässeldjursart som först beskrevs av Peter Simon Pallas 1766.  Hartlaubella gelatinosa ingår i släktet Hartlaubella och familjen Campanulariidae. Arten är reproducerande i Sverige. Inga underarter finns listade i Catalogue of Life.